# Luís Figo
Luís Filipe Madeira Caeiro Figo (sinh ngày 4 tháng 11 năm 1972) là một cựu cầu thủ bóng đá người Bồ Đào Nha. Anh là chủ nhân Quả Bóng Vàng năm 2000.
Từng được biết đến như một cậu bé vàng của bóng đá Bồ Đào Nha. Figo bắt đầu tích lũy được danh tiếng như với tư cách một trụ cột trong thế hệ vàng của bóng đá Bồ Đào Nha, trong đó bao gồm cả người đồng hương nổi tiếng Rui Costa.
Figo đã đạt danh hiệu cầu thủ xuất sắc nhất châu Âu năm 2000 của tạp chí France Football và danh hiệu cầu thủ xuất sắc nhất thế giới năm 2001 của FIFA và anh cũng lọt vào danh sách 100 cầu thủ vĩ đại nhất mọi thời đại của FIFA do Pelé bình chọn. Được biết đến với kĩ năng lừa bóng và rê rắt tuyệt vời ở cả hai cánh. Figo cũng là một trong số ít các cầu thủ đã từng chơi cho cả hai đại kình địch của bóng đá Tây Ban Nha là Barcelona và Real Madrid.

## Sự nghiệp
Figo khởi đầu sự nghiệp tại câu lạc bộ Sporting Clube de Portugal, một câu lạc bộ đã phát triển rất nhiều tài năng của bóng đá Bồ Đào Nha. Anh giành được giải trẻ quốc tế đầu tiên vào năm 1991. Sau đó, anh giành được chức vô địch U20 thế giới và U-16 với đội tuyển trẻ Bồ Đào Nha cùng với người đồng hương Rui Costa và là một phần quan trọng trong cái gọi là thế hệ vàng của đất nước Bồ Đào Nha. Năm 1995, Figo đã sẵn sàng gia nhập một trong những câu lạc bộ lớn ở châu Âu, một sự tranh chấp giữa hai câu lạc bộ của Ý là Juventus và Parma đã xảy ra với lý do Figo đã ký hợp đồng với cả hai đội bóng này. Kết quả dẫn đến là Figo bị nhận lệch cấm được chuyển nhượng tới Ý trong vòng hai năm. Tuy nhiên, tình cảnh đã được giải quyết với Figo bằng vụ chuyển nhượng tới CLB Barcelona của Tây Ban Nha dưới sự dẫn dắt của Johan Cruyff; trong vòng 4 năm, anh đã trở thành một thần tượng, đội trưởng và biểu tượng của các fan hâm mộ đội bóng xứ Catalan.

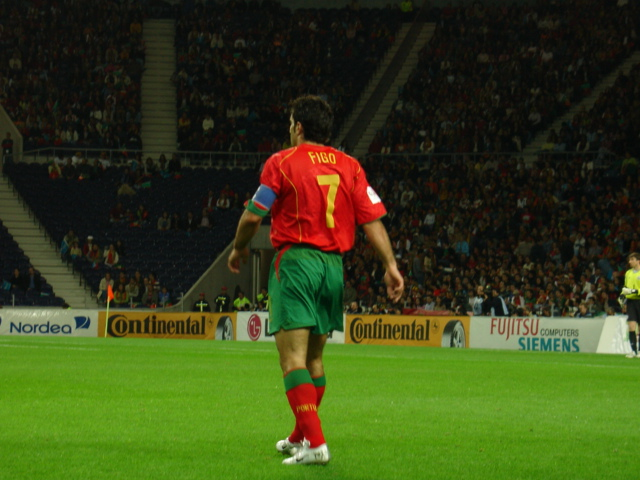
Luís Figo: cựu đội trưởng đội tuyển Bồ Đào Nha

Năm 2000, Figo quyết định gia nhập đội bóng đại kình địch với Barcelona là Real Madrid với cái giá kỉ lục của thế giới lúc bấy giờ - 38,7 triệu bảng Anh. Vụ chuyển nhượng này đã càng làm bồi đắp thêm sự thù hận giữa hai CLB. Figo từ một cầu thủ được yêu mến nhất đến việc phải trở thành cầu thủ đáng ghét nhất trong mắt người Catalan. Sau đó có một website [AntiFigo.com], tồn tại trong một thời gian ngắn, lập ra với mục đích sỉ nhục "Judas Figo". Anh đã bỏ lỡ sự trở lại được mong đợi tại Nou Camp vào năm 2002 do một chấn thương. Sân bóng của Barcelona suýt nữa bị đóng cửa sau khi những vật thể (bao gồm đầu lợn, vỏ chai rượu whiskey..) được nhằm vào Figo. Trong khi tiếng cổ động viên liên tục hô to gọi anh là "Pesetero" (tạm dịch là "gái điếm làm tiền") khắp sân vận động; và cuối cùng, trong trận chung kết Euro 2004 giữa Bồ Đào Nha và Hy Lạp, một cổ động viên của Barca tên là Jimmy Jump chạy ngang sân vận động và ném lá cờ của CLB Barcelona vào mặt Figo, một hành động tỏ rõ sự bất cần.
Bất chấp những lời gièm pha và chỉ trích nói rằng anh là một cầu thủ được đánh giá quá với khả năng thực. Figo đã chứng tỏ anh là một trong những cầu thủ tấn công xuất sắc nhất thế giới trên cả phương diện cá nhân lẫn trong màu áo Real Madrid. Cũng không khó đã nhận ra là vì sao, khi Figo luôn là trái tim trong một đội hình đầy sao gồm Zinédine Zidane, Steve McManaman, Fernando Hierro, Roberto Carlos, Ronaldo và Raúl González - một CLB được gắn với biệt danh "câu lạc bộ vĩ đại nhất thế giới" và được chính thức thừa nhận là "câu lạc bộ vĩ đại nhất thế kỷ XX" do FIFA phong tặng vào năm Figo gia nhập Real. Real Madrid với Figo là trụ cột sau đó đã quét hết 3 chiếc cúp vô địch Tây Ban Nha dưới sự dẫn dắt của huấn luyện viên Vicente Del Bosque.
Vào ngày 18 tháng 8 năm 2004, Figo thông báo anh sẽ tạm giã từ đội tuyển quốc gia để nghỉ ngơi. Vào tháng 4 năm 2005, anh phát biểu mình đã sẵn sàng trở lại khi mà còn đang dưỡng thương tại Real Madrid. Figo đồng ý trở lại vào ngày 13 tháng 5 và chính thức trở lại trong màu áo đội tuyển quốc gia vào ngày 4 tháng 6 trong trận đấu với Slovakia. Sự trở lại này nhận được tâm trạng trái ngược từ các cổ động viên Bồ Đào Nha, một vài người cho rằng sự trở lại của anh sẽ tạo sự xáo trộn không cân thiết, một vài người thì lo sợ cho nhượng bộ Scolari đã dùng để mang anh trở lại.
Figo đã dẫn dắt đội bóng với tư cách đội trưởng trong suốt World Cup 2006, đưa đội bóng tới vòng bán kết, trận đấu đã chấm dứt giấc mơ World Cup của Bồ Đào Nha sau thất bại 0-1 trước tuyển Pháp. Đây là thành tích tốt nhất mà đội tuyển Bồ Đào Nha từng làm được trong một giải đấu kể từ năm 1966. Zinédine Zidane đã ghi bàn thắng quyết định trên chấm Penalty trong trận đấu này. Cuối trận, Zidane và Figo, đồng đội cũ của nhau tại Real trong suốt thời hoàng kim, đã đổi áo và trao nhau một cái ôm. Trận đấu tranh giải ba đã gây ra một tranh cãi khi Figo không xuất phát trong đội hình, Pauleta thay Figo đeo chiếc băng đội trưởng. Tuy nhiên Bồ Đào Nha đã chịu thất thủ 0-2 trước chủ nhà Đức và Figo vào sân thay Pauleta ở phút thứ 77 của trận đấu đồng thời nhận lại chiếc băng đội trưởng. Dù ngay sau khi Figo vào sân, tuyển Đức đã ghi một bàn thắng nhưng anh đã cũng kịp kiến tạo vào bàn thắng của Nuno Gomes ở phút thứ 88 đồng thời kết thúc giải đấu cuối cùng trong sự nghiệp quốc tế với dấu ân sâu đậm.

## Toàn cảnh sự nghiệp
Người dẫn dắt thế hệ vàng của bóng đá Bồ Đào Nha, Figo đã giành được chức vô địch giải trẻ thế giới năm 1991, cùng năm đó anh cũng đã có trận ra mắt đội tuyển quốc gia trong trận với Luxembourg vào ngày 16 tháng 10 năm 1991 trong một trận giao hữu, trận đấu kết thúc với tỉ số 1-1 và khi đó Figo mới chỉ có 18 tuổi. Anh đã từng tham dự những giải đấu cấp cao nhất Euro 96, Euro 2000, World Cup 2002 và World Cup 2006. Anh tuyên bố giải nghệ với sự nghiệp thi đấu quốc tế ngay sau Euro 2004 với 117 lần khoác áo và ghi được 31 bàn thắng. Tuy nhiên, vào tháng 6 năm 2005, Figo xem xét lại quyết định và đã trở lại trong những trận thắng tại vòng loại World Cup 2006 trước Slovakia và Estonia. Anh lại một lần nữa hứa sẽ giã từ đội tuyển sau World Cup 2006 và đã tạo một sự xuất hiện ấn tượng (độ 10 phút cuối) trong trận đấu cuối cùng của Bồ Đào Nha tại giải đấu, đó là trận đấu tranh giải ba, trong đó Figo đã kiến tạo bàn thắng duy nhất của Bồ Đào Nha cho Nuno Gomes.
Sự nghiệp của Luis Figo thực sự bắt đầu từ mùa bóng 1995 với Barcelona: Figo giành được chức vô địch cúp UEFA mùa 1996/1997, chức vô địch Primera Liga và tiếp tục xuất hiện 172 lần trong màu áo Barca và ghi được 30 bàn. Figo cũng đã nhận được rất nhiều lời tán dương thời còn ở Nou Camp. Ví dụ như Sir Alex Ferguson sau đó từng được cho rằng đã suýt nữa mang được Figo về Old Trafford trước Euro 2000 trong một vụ trao đổi với David Beckham. Tiếp đó, Figo tiếp tục củng cố vị trí vững chắc tại Barcelona, trở thành cầu thủ không phải người Catalan đầu tiên đeo chiếc băng đội trưởng đội bóng.
Năm 2000 là năm đánh dấu với vụ chuyển nhượng điều tiếng kỉ lục thế giới của anh với Real Madrid. Vụ chuyển nhượng đã làm tổn thương các cổ động viên Barcelona và rất nhiều người chê cái giá €65m. Figo sau đó đã chứng minh với các nhà đầu tư (Real) bằng việc giúp Real Madrid giành chức vô địch La Liga và vào đến bán kết UEFA Champions League, đồng thời Figo cũng giành được giải thưởng cầu thủ xuất sắc nhất thế giới trong năm của FIFA. Vào mùa 2001/2002, anh còn thể hiện phong độ tốt hơn, Figo đã vượt qua chấn thương để góp mặt trong trận thắng 2-1 của Real Madrid trước Bayer Leverkusen. Anh cũng đóng vai trò to lớn trong chức vô địch La Liga 2003 của Real và ghi được 10 bàn thắng. Thành công này là để bồi đắp cho nỗi thất vọng sau trận thua Juventus tại bán kết cúp Champions League năm đó. Tuy vậy, mùa giải sau đó, bất chấp việc Figo có được 9 bàn thắng tại giải trong nước, Madrid chỉ kết thúc mùa bóng với vị trí thứ tư và bị loại tại vòng 1/8 Champions League cũng như chung kết Copa del Rey.
Anh đã ghi được 4 bàn trong lượt trận vòng bảng Champions League, nhưng đây lại là một mùa giải khó khăn cho Madrid, huấn luyện viên của Real khi đó Vanderlei Luxemburgo đã có bất đồng với Figo và hậu quả là tuyển thủ người Bồ Đào Nha bị đầy trên băng ghế dự bị trong nửa sau của mùa giải 2004/2005, David Beckham được chuyển sang cánh phải. Nhiều người tin rằng Figo sẽ rời bỏ "giải ngân hà" để đi tìm chỗ đứng trong một CLB khác. Trong suốt giai đoạn nghỉ giữa hai mùa bóng, anh được CLB Liverpool F.C. liên hệ cho một vụ chuyển nhượng tới giải Premiership của Anh. Figo cũng đã nhận được sự chấp thuận cho việc ra đi từ Real, vào ngày 5 tháng 8 năm 2005 anh chuyển tới CLB Inter Milan theo dạng chuyển nhượng tự do với một bản hợp đồng 2 năm trị giá 6 triệu bảng.
Vào tháng 12/2006, CLB của Ả Rập Xê Út Al-Ittihad thông báo Figo sẽ chuyển tới CLB này vào tháng 1 năm 2007. Figo cũng đã tới A Rập Xê Út để ký hợp đồng, nhưng sau khi nói chuyện với ông chủ và cũng là chủ tịch của Inter Milan Massimo Moratti, Figo quyết định ở lại CLB và ký tiếp hợp đồng cho đến hết mùa bóng 2007/2008. Sau đó trang web chính thức của Inter Milan đã đưa ra thông báo vào ngày 3 tháng 1 năm 2007 rằng:"Không hề có một vụ thảo luận nào cho việc Figo chuyển tới CLB khác. Những thông tin gần đây cho một vụ chuyển nhượng của tiền vệ người Bồ Đào Nha là hoàn toàn vô căn cứ" (Inter.it). Bất chấp lời bình luận này, vào ngày mồng 5 tháng 1 năm 2007, tờ La Gazzetta dello Sport đưa tin trên website của họ rằng Figo đã ký một hợp đồng tại Ả Rập Xê Út trước đó, bắt đầu có hiệu lực từ ngày 1 tháng 1 năm 2007. Vào ngày 29 tháng 5 năm 2007, Figo cắt đứt hợp đồng với Al Ittihad và nói rằng họ đã không thực hiện hết các nghĩa vụ của mình. Vào 10 tháng 6 năm 2007, Figo ký lại hợp đồng với Inter cho đến 30 tháng 6 năm 2008 và sau đó sẽ có một vị trí trong ban giám đốc của Inter. Cũng có nguồn tin nói rằng Figo sẽ chuyển tới Bắc Mỹ và chơi cho MLS năm tới sau khi hợp đồng của anh với Inter kết thúc.
Huyền thoại Luis Figo đã nói lời chia tay với bóng đá bằng danh hiệu vô địch Seria A mùa bóng 2008-2009, ở tuổi 36 sau gần 20 năm thi đấu chuyên nghiệp. Phát biểu trên tờ A BOLA, Figo cho biết: "Đây là lần đầu tiên tôi giành chức vô địch mà không phải thi đấu, đây thật sự là một màn chia tay hoàn hảo. Tại Ý, để giành được danh hiệu vô địch là một điều không hề đơn giản, nhất là khi giải đấu này có sự quy tụ của nhiều câu lạc bộ mạnh như Juventus, AC Milan hay AS Roma. Do vậy, danh hiệu Scudetto mà Inter Milan giành được có đôi chút khác biệt với những danh hiệu khá, hay nói đúng hơn, nó khó khăn hơn để chinh phục."

## Hoạt động ngoài bóng đá
Cùng với người đồng hương, huấn luyện viên Carlos Queiroz, Figo cũng năm giữ một ghế trong đội đua A1 của Bồ Đào Nha, A1 Grand Prix trong suốt mùa giải 2005/2006.

## Cuộc sống gia đình
Luis Figo có vợ là người mẫu Thụy Điển Helen Svedin. Hai người gặp nhau tại một vũ hội flamenco, và nay đã có với nhau 3 người con - Daniela (sinh tháng 3/1999), Martina (sinh tháng 4/2002), và Stella (sinh ngày 9/12/2004).
Cũng giống một vài đồng đội tại Real như Steve McManaman hay Roberto Carlos, Figo theo đạo Thiên chúa và anh cùng các đồng đội đã gặp Giáo hoàng năm 2002.

## Thống kê sự nghiệp
| #  | Ngày                 | Địa điểm                                               | Đối thủ          | Bàn thắng | Kết quả | Giải đấu                 |
| -- | -------------------- | ------------------------------------------------------ | ---------------- | --------- | ------- | ------------------------ |
| 1  | 11 tháng 11 năm 1992 | Sân vận động Paris, Paris, Pháp                        | Bulgaria         | 1–1       | 2–1     | Giao hữu                 |
| 2  | 9 tháng 10 năm 1994  | Sân vận động Daugava, Riga, Latvia                     | Latvia           | 3–0       | 3–1     | Vòng loại Euro 1996      |
| 3  | 13 tháng 11 năm 1994 | Sân vận động José Alvalade, Lisboa, Bồ Đào Nha         | Áo               | 1–0       | 1–0     | Vòng loại Euro 1996      |
| 4  | 3 tháng 6 năm 1995   | Sân vận động Antas, Porto, Bồ Đào Nha                  | Latvia           | 1–0       | 3–2     | Vòng loại Euro 1996      |
| 5  | 19 tháng 6 năm 1996  | City Ground, Nottingham, Anh                           | Croatia          | 1–0       | 3–0     | Euro 1996                |
| 6  | 9 tháng 10 năm 1996  | Sân vận động Qemal Stafa, Tirana, Albania              | Albania          | 1–0       | 3–0     | Vòng loại World Cup 1998 |
| 7  | 7 tháng 6 năm 1997   | Sân vận động Antas, Porto, Bồ Đào Nha                  | Albania          | 2–0       | 2–0     | Vòng loại World Cup 1998 |
| 8  | 20 tháng 8 năm 1997  | Sân vận động Bonfim, Setúbal, Bồ Đào Nha               | Armenia          | 2–0       | 3–1     | Vòng loại World Cup 1998 |
| 9  | 31 tháng 3 năm 1999  | Sân vận động Rheinpark, Vaduz, Liechtenstein           | Liechtenstein    | 2–0       | 5–0     | Vòng loại Euro 2000      |
| 10 | 18 tháng 8 năm 1999  | Sân vận động Quốc gia, Lisboa, Bồ Đào Nha              | Andorra          | 3–0       | 4–0     | Giao hữu                 |
| 11 | 4 tháng 9 năm 1999   | Sân vận động Cộng hòa Tofiq Bahramov, Baku, Azerbaijan | Azerbaijan       | 1–1       | 1–1     | Vòng loại Euro 2000      |
| 12 | 8 tháng 9 năm 1999   | Sân vận động Steaua, Bucharest, România                | România          | 1–1       | 1–1     | Vòng loại Euro 2000      |
| 13 | 29 tháng 3 năm 2000  | Sân vận động Dr. Magalhães Pessoa, Leiria, Bồ Đào Nha  | Đan Mạch         | 2–1       | 2–1     | Giao hữu                 |
| 14 | 2 tháng 6 năm 2000   | Sân vận động Thành phố Chaves, Chaves, Bồ Đào Nha      | Wales            | 1–0       | 3–0     | Giao hữu                 |
| 15 | 12 tháng 6 năm 2000  | Sân vận động Philips, Eindhoven, Hà Lan                | Anh              | 1–2       | 3–2     | Euro 2000                |
| 16 | 16 tháng 8 năm 2000  | Sân vận động Fontelo, Viseu, Bồ Đào Nha                | Litva            | 1–0       | 5–1     | Giao hữu                 |
| 17 | 3 tháng 9 năm 2000   | Sân vận động Kadriorg, Tallinn, Estonia                | Estonia          | 2–0       | 3–1     | Vòng loại World Cup 2002 |
| 18 | 15 tháng 11 năm 2000 | Sân vận động 1 tháng 5, Braga, Bồ Đào Nha              | Israel           | 1–0       | 2–1     | Giao hữu                 |
| 19 | 28 tháng 2 năm 2001  | Sân vận động Barreiros, Funchal, Bồ Đào Nha            | Andorra          | 2–0       | 3–0     | Vòng loại World Cup 2002 |
| 20 | 28 tháng 2 năm 2001  | Sân vận động Barreiros, Funchal, Bồ Đào Nha            | Andorra          | 3–0       | 3–0     | Vòng loại World Cup 2002 |
| 21 | 28 tháng 3 năm 2001  | Sân vận động Antas, Porto, Bồ Đào Nha                  | Hà Lan           | 2–2       | 2–2     | Vòng loại World Cup 2002 |
| 22 | 2 tháng 6 năm 2001   | Lansdowne Road, Dublin, Cộng hòa Ireland               | Cộng hòa Ireland | 1–1       | 1–1     | Vòng loại World Cup 2002 |
| 23 | 15 tháng 8 năm 2001  | Sân vận động São Luís, Faro, Bồ Đào Nha                | Moldova          | 1–0       | 3–0     | Giao hữu                 |
| 24 | 15 tháng 8 năm 2001  | Sân vận động São Luís, Faro, Bồ Đào Nha                | Moldova          | 2–0       | 3–0     | Giao hữu                 |
| 25 | 15 tháng 8 năm 2001  | Sân vận động São Luís, Faro, Bồ Đào Nha                | Moldova          | 3–0       | 3–0     | Giao hữu                 |
| 26 | 6 tháng 10 năm 2001  | Sân vận động Ánh sáng, Lisboa, Bồ Đào Nha              | Estonia          | 5–0       | 5–0     | Vòng loại World Cup 2002 |
| 27 | 14 tháng 11 năm 2001 | Sân vận động José Alvalade, Lisboa, Bồ Đào Nha         | Angola           | 1–1       | 5–1     | Giao hữu                 |
| 28 | 2 tháng 4 năm 2003   | Sân vận động Olympic Pontaise, Lausanne, Thụy Sĩ       | Macedonia        | 1–0       | 1–0     | Giao hữu                 |
| 29 | 11 tháng 10 năm 2003 | Sân vận động Restelo, Lisboa, Bồ Đào Nha               | Albania          | 1–0       | 5–3     | Giao hữu                 |
| 30 | 19 tháng 11 năm 2003 | Sân vận động Dr. Magalhães Pessoa, Leiria, Bồ Đào Nha  | Kuwait           | 3–0       | 8–0     | Giao hữu                 |
| 31 | 29 tháng 5 năm 2004  | Sân vận động Thành phố Águeda, Águeda, Bồ Đào Nha      | Luxembourg       | 1–0       | 3–0     | Giao hữu                 |
| 32 | 3 tháng 6 năm 2006   | Sân vận động Saint-Symphorien, Metz, Pháp              | Luxembourg       | 3–0       | 3–0     | Giao hữu                 |

## Danh hiệu

### Câu lạc bộ

#### Sporting Lisbon
- Cúp bóng đá quốc gia Bồ Đào Nha: 1994–95

#### Barcelona
- La Liga: 1997–98, 1998–99
- Copa del Rey: 1996–97, 1997–98
- Supercopa de España: 1996
- UEFA Cup: 1996–97
- UEFA Super Cup: 1997

#### Real Madrid
- La Liga: 2000–01, 2002–03
- Supercopa de España: 2001, 2003
- UEFA Champions League: 2001–02
- Intercontinental Cup: 2002
- UEFA Super Cup: 2002

#### Inter Milan
- Serie A 2005–06, 2006–07
- Coppa Italia: 2005–06
- Supercoppa Italiana: 2005, 2006

### Đội tuyển Bồ Đào Nha
- Đồng hạng 3 UEFA Euro 2000
- Á quân UEFA Euro 2004
- Hạng 4 FIFA World Cup 2006
- FIFA U-20 World Cup
- Vô địch Giải vô địch trẻ thế giới FIFA 1991

### Cá nhân
- Quả bóng bạc FIFA: 2000
- Quả bóng vàng FIFA: 2001
- Quả bóng vàng Bồ Đào Nha: 1994
- Cầu thủ xuất sắc trong năm Bồ Đào Nha: 1995, 1996, 1997, 1998, 1999, 2000
- Nằm trong danh sách FIFA 100
- Nằm trong đội hình tiêu biểu của năm của UEFA: 2003